# Ньябиху
Ньябиху (руанда Akarere ka Nyabihu, англ. Nyabihu District, фр. District de Nyabihu) — один из семи районов Западной провинции Руанды. Административный центр — город Мукамира.

## География
Ньябиху находится в северо-восточной части Западной провинции. Площадь района составляет 532 км². Часовой пояс — UTC+2.

## Деление
Район разделён на 12 секторов: Бигогве, Женда, Жомба, Кабатва, Караго, Кинтобо, Мукамира, Муринга, Рамбура, Ругера, Рурембо и Шьира. В 2012 году население Ньябиху составило 294 740 человек, плотность населения — 554 чел/км².